# Ironclad (schip)

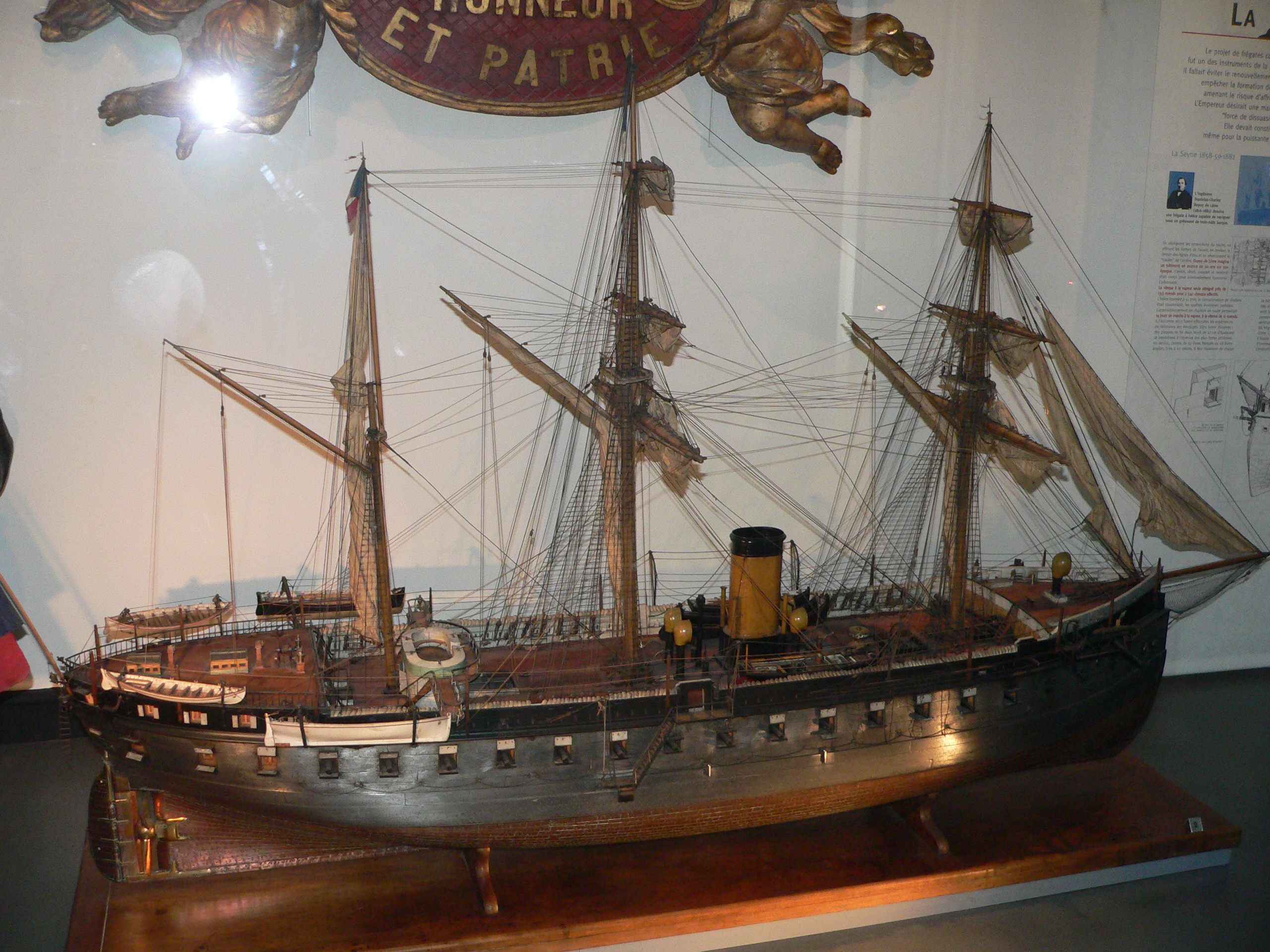
La Gloire schaalmodel

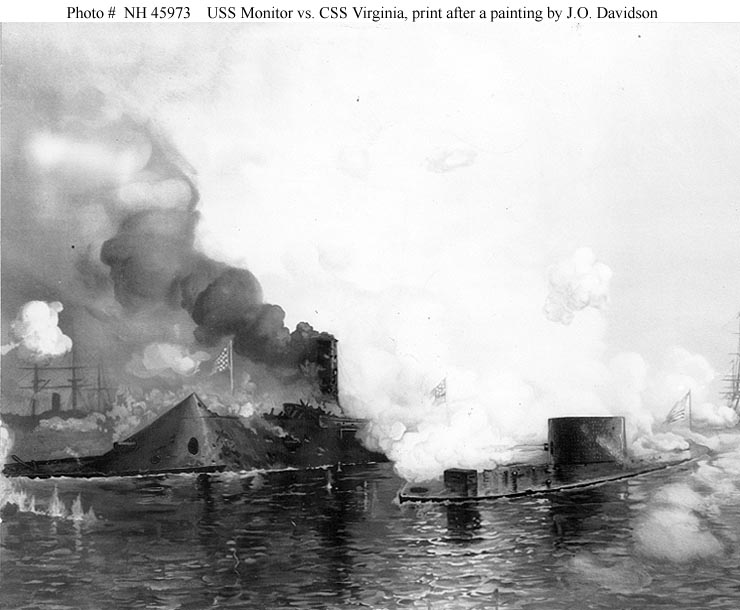
CSS Virginia (links) en USS Monitor in gevecht bij Hampton Roads

De ironclad (bekleed met ijzer) was een van de eerste soorten bepantserde schepen. Het waren houten schepen die met ijzer waren bepantserd.

## Beschrijving
Door de invoering van nieuwe granaten werden schepen met alleen een houten romp zeer kwetsbaar. De kennis om volledig ijzeren schepen te maken was nog niet aanwezig, maar de romp werd met ijzeren platen bedekt om het effect van de granaatinslag te beperken. Tijdens de Krimoorlog werden enkele op deze manier gepantserde batterijen met succes ingezet.
De eerste zeegaande ironclad was de Franse La Gloire, zij werd te water gelaten in 1859. Het schip was voorzien van zeilen en een stoommachine en kon een maximale snelheid behalen van 13 knopen. Een jaar later volgde de Britse marine met de HMS Warrior. Bij deze ironclads stonden de kanonnen nog traditioneel opgesteld, aan de brede zijde van het schip. Door het extra gewicht van de ijzeren platen lagen de schepen dieper in het water in vergelijking tot de traditionele houten schepen.
In 1862 en 1863 introduceerden John Ericsson in Amerika en de Britse ingenieur Cowper Phipps Coles in Europa de opstelling van kanonnen in een zwaar gepantserde geschuttoren. Dit was een revolutionair ontwerp daar het kanon nu in alle richtingen kon vuren. Bij de Europese ontwerpen werd het schootsveld nog wel beperkt door de tuigage. Deze zeegaande schepen moesten grote afstanden kunnen afleggen en de ruimen waren onvoldoende groot om daarvoor de benodigde steenkool mee te nemen. Bij de Amerikaanse ontwerpen ontbraken de zeilen en dus masten en deze schepen konden alleen dicht bij de kust opereren. De Amerikaanse schepen werden gebruikt in de Amerikaanse Burgeroorlog.

## Bekende Ironclads

### Europa

#### Bredezijschepen
- La Gloire
- HMS Warrior

#### Met draaibare geschuttoren
- Rolf Krake
- HMS Captain

### Noord-Amerika
- USS Monitor, met draaibare toren
- CSS Virginia, kanonnen aan de brede zijde opgesteld

Deze twee ironclads, alleen voorzien van een stoommachine, hebben elkaar bevochten in de slag bij Hampton Roads.
In de Amerikaanse Burgeroorlog had het noorden nog 50 schepen gebouwd naar het voorbeeld van de USS Monitor. Het zuiden maakte ook nog een aantal ironclads naar het voorbeeld van de CSS Virginia. Deze waren echter een kleinere versie van hun voorganger.
Het is niet volledig duidelijk wanneer de ironclad uit dienst werd genomen maar rond 1890 werden ze niet meer gebruikt, ze waren toen vervangen door pantserschepen.